# Comuna Margina, Timiș
Margina (germană Marschina, maghiară Marzsina) este o comună în județul Timiș, Banat, România, formată din satele Breazova, Bulza, Coșevița, Coșteiu de Sus, Groși, Margina (reședința), Nemeșești, Sintești și Zorani.

## Localizare
Margina se situează in partea de nord-est a județului Timiș. Teritoriul comunei se învecinează spre nord cu județul Arad iar spre est cu județul Hunedoara. Margina se află la circa 40 km distanță de municipiul Lugoj, 100 km de reședința de județ, municipiul Timișoara si la 62 km de orașul Deva, pe drumul national DN68A. În Margina există și gară la linia de cale ferată Lugoj - Ilia - Deva.

## Politică
Comuna Margina este administrată de un primar și un consiliu local compus din 11 consilieri. Primarul, Cosmin-Simion Popescu[*], de la Partidul Social Democrat, este în funcție din 1 noiembrie 2024. Începând cu alegerile locale din 2024, consiliul local are următoarea componență pe partide politice:
|  | Partid                          | Consilieri | Componența Consiliului | Componența Consiliului | Componența Consiliului | Componența Consiliului | Componența Consiliului | Componența Consiliului |
|  | ------------------------------- | ---------- | ---------------------- | ---------------------- | ---------------------- | ---------------------- | ---------------------- | ---------------------- |
|  | Partidul Social Democrat        | 6          |                        |                        |                        |                        |                        |                        |
|  | Alianța pentru Unirea Românilor | 2          |                        |                        |                        |                        |                        |                        |
|  | Partidul Național Liberal       | 2          |                        |                        |                        |                        |                        |                        |
|  | Uniunea Salvați România         | 1          |                        |                        |                        |                        |                        |                        |

Primarul comunei, Ionel Costa, face parte din PSD, iar viceprimarul Popescu Cosmin este din PNL.  Consiliul Local este constituit din 11 consilieri, împărțiți astfel:
|  | Partid                   | Consilieri | Componența | Componența | Componența | Componența | Componența | Componența |
|  | ------------------------ | ---------- | ---------- | ---------- | ---------- | ---------- | ---------- | ---------- |
|  | Partidul Social Democrat | 4          |            |            |            |            |            |            |
|  | PNL                      | 4          |            |            |            |            |            |            |
|  | USR                      | 2          |            |            |            |            |            |            |
|  | Pro Romania              | 1          |            |            |            |            |            |            |

## Obiective turistice
- Biserica de lemn din Margina
- Biserica de lemn din Nemeșești
- Biserica de lemn din Coșevița
- Biserica de lemn din Groși, Timiș
- Mănăstirea Izvorul lui Miron
- Defileul Mureșului (sit de importanță comunitară inclus în rețeaua europeană Natura 2000 în România)
- Podișul Lipovei - Poiana Ruscă (sit de importanță comunitară)

## Demografie
Componența etnică a comunei Margina
     Români (88,57%)
     Ucraineni (1,98%)
     Alte etnii (1,54%)
     Necunoscută (7,91%)
Componența confesională a comunei Margina
     Ortodocși (66,54%)
     Penticostali (18,8%)
     Baptiști (3,42%)
     Romano-catolici (1,35%)
     Alte religii (1,49%)
     Necunoscută (8,39%)
Conform recensământului efectuat în 2021, populația comunei Margina se ridică la 2.074 de locuitori, în scădere față de recensământul anterior din 2011, când fuseseră înregistrați 2.186 de locuitori. Majoritatea locuitorilor sunt români (88,57%), cu o minoritate de ucraineni (1,98%), iar pentru 7,91% nu se cunoaște apartenența etnică. Din punct de vedere confesional, majoritatea locuitorilor sunt ortodocși (66,54%), cu minorități de penticostali (18,8%), baptiști (3,42%) și romano-catolici (1,35%), iar pentru 8,39% nu se cunoaște apartenența confesională.